# Ignacio Insa
Ignacio Insa Bohigues (ur. 9 czerwca 1986 w Cocentaina) – hiszpański piłkarz występujący na pozycji pomocnika w Levante UD.